# Krill antártico
Krill antártico (Euphausia superba) é uma espécie de krill que vive nas águas do Oceano Antártico. Trata-se de um invertebrado que vive em grandes grupos, por vezes atingindo densidades de 10 000 a 30 000 indivíduos por metro cúbico. Alimentam-se directamente do fitoplâncton, usando assim energia de produção primária que o fitoplâncton inicialmente obteve a partir da luz solar, para manter o seu ciclo de vida pelágico. Crescem até uma dimensão de 6 cm, pesando até 2 gramas e podem viver até 6 anos. São uma espécie-chave no ecossistema antártico, sendo provavelmente, em termos de biomassa, a mais bem sucedida das espécies animais do planeta (500000 milhões de toneladas).